# Entyloma guizotiae
Entyloma guizotiae är en svampart som beskrevs av Vánky 2004. Entyloma guizotiae ingår i släktet Entyloma och familjen Entylomataceae.   Inga underarter finns listade i Catalogue of Life.